# Music of the Spheres World Tour
De Music of the Spheres World Tour is de lopende achtste concerttournee van de Britse rockband Coldplay. De tournee werd aangekondigd eind 2021, ter ondersteuning van hun negende (Music of the Spheres, 2021) en tiende (Moon Music, 2024) studioalbums. Het is hun eerste grote concertreeks na de COVID-19-pandemie. De band had met hun vorige plaat, Everyday Life (2019), niet voorgesteld op tournee vanwege bezorgdheid over het milieu. Volgens de plannen die ze de afgelopen twee jaar hebben ontwikkeld, zal de CO2-uitstoot van de shows met 50% worden verminderd in vergelijking met de A Head Full of Dreams Tour (2016–17).
Net als bij de Mylo Xyloto Tour (2011–12) wordt bij de concerten uitgebreid gebruik gemaakt van vuurwerk en confetti. Ze werden echter aangepast om de ecologische voetafdruk van de groep te minimaliseren. Andere ideeën waren het creëren van de eerste mobiele oplaadbare showbatterij ter wereld, in samenwerking met BMW en het planten van een boom voor elk verkocht kaartje. De tournee ging van start op 18 maart 2022 in Estadio Nacional de Costa Rica en eindigt op 16 november 2024 in het Eden Park in Nieuw-Zeeland. Coldplay kreeg veel bijval van muziekcritici, die de band prezen vanwege hun muzikaliteit, podiumpresentatie, vreugde en productiewaarde.
Met een wereldwijde culturele impact overtrof de Music of the Spheres World Tour $ 810,9 miljoen aan inkomsten uit 7,66 miljoen tickets op 132 data, waardoor het de derde meest opbrengende en op één na meest bezochte tournee aller tijden is. 

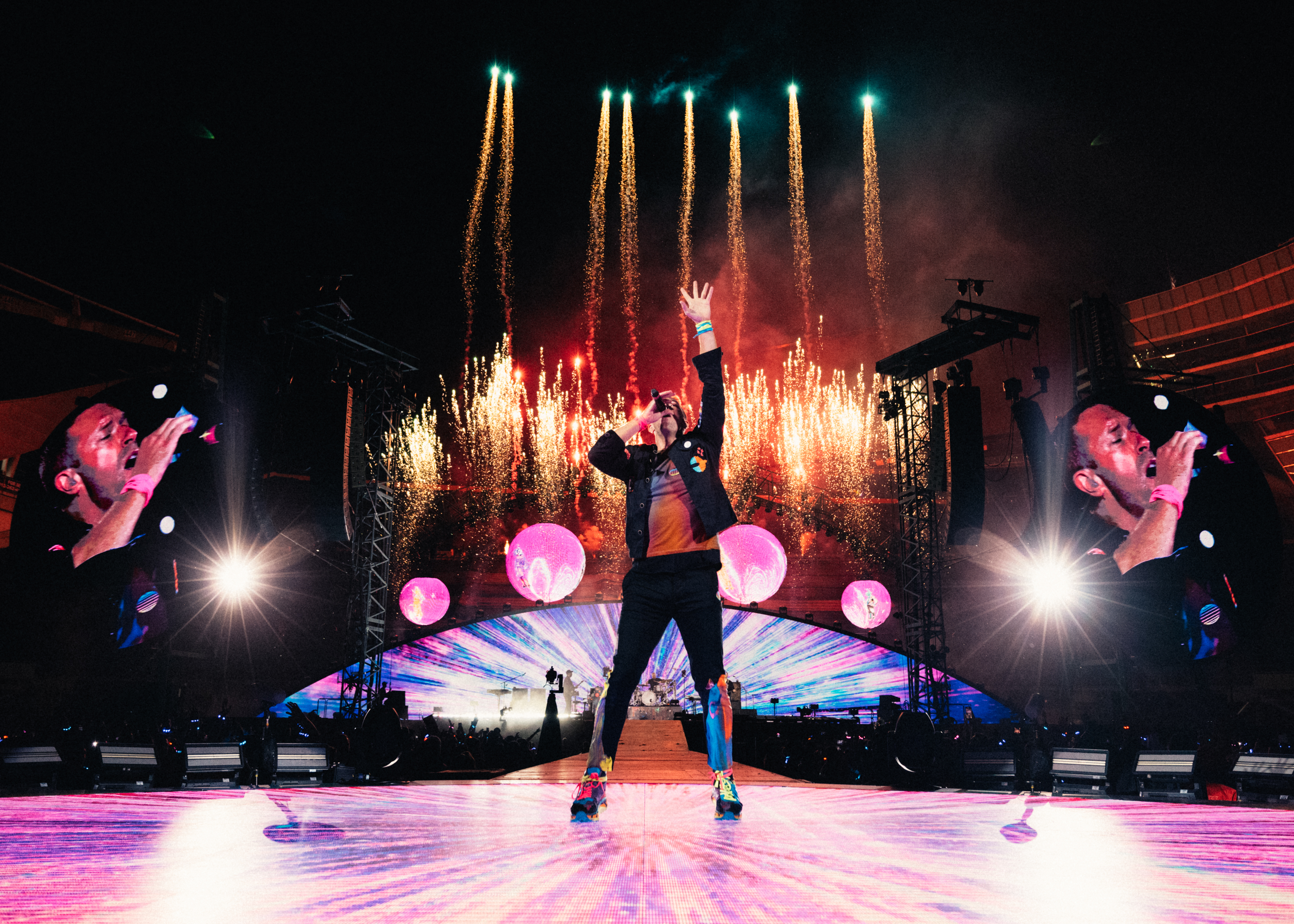
Het podium van Coldplay werd aangepast zodat er minder energie nodig was om te functioneren

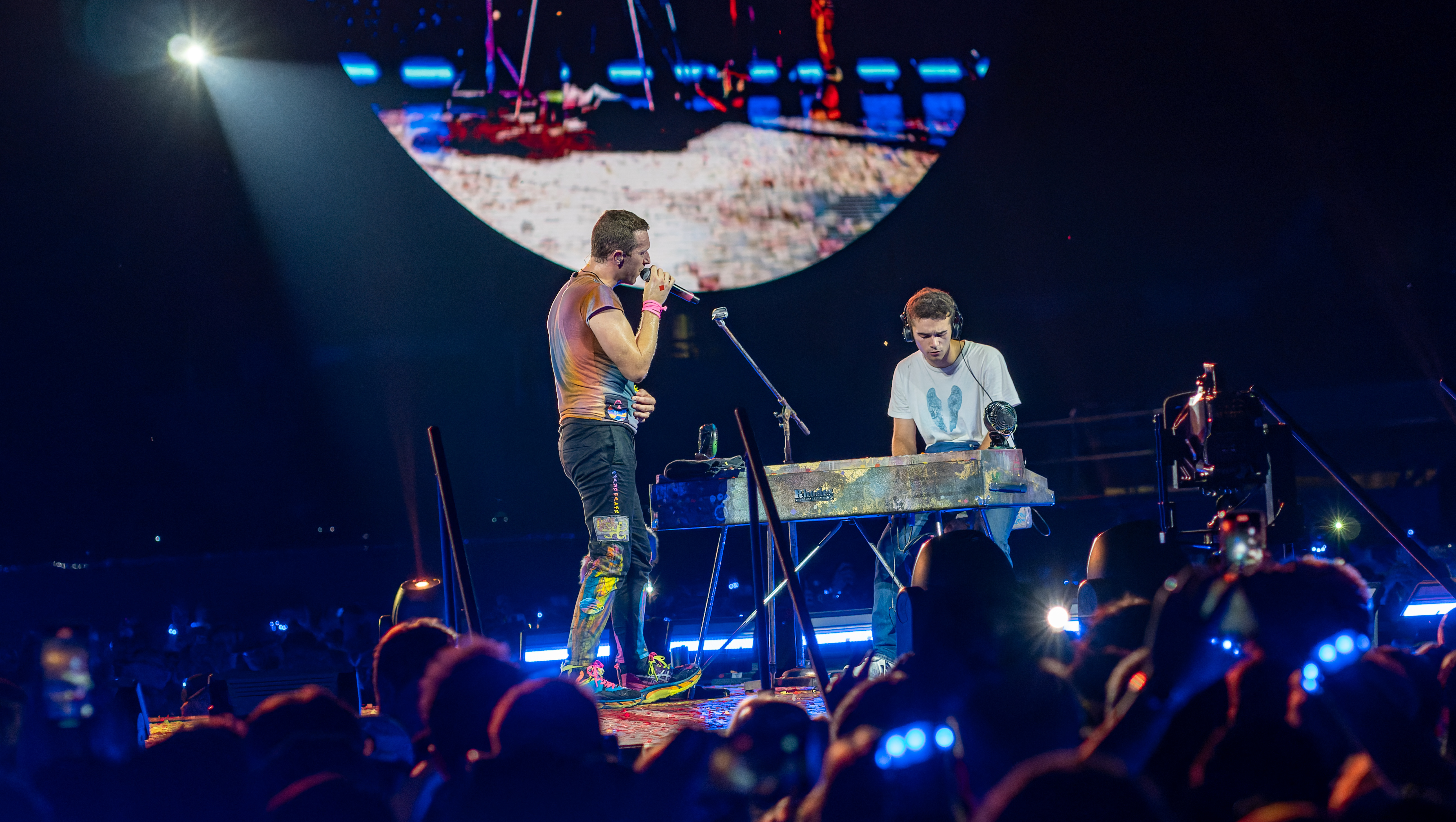
Coldplay nodigde Jacob Collier uit als gast in Londen.

## Openingsacts

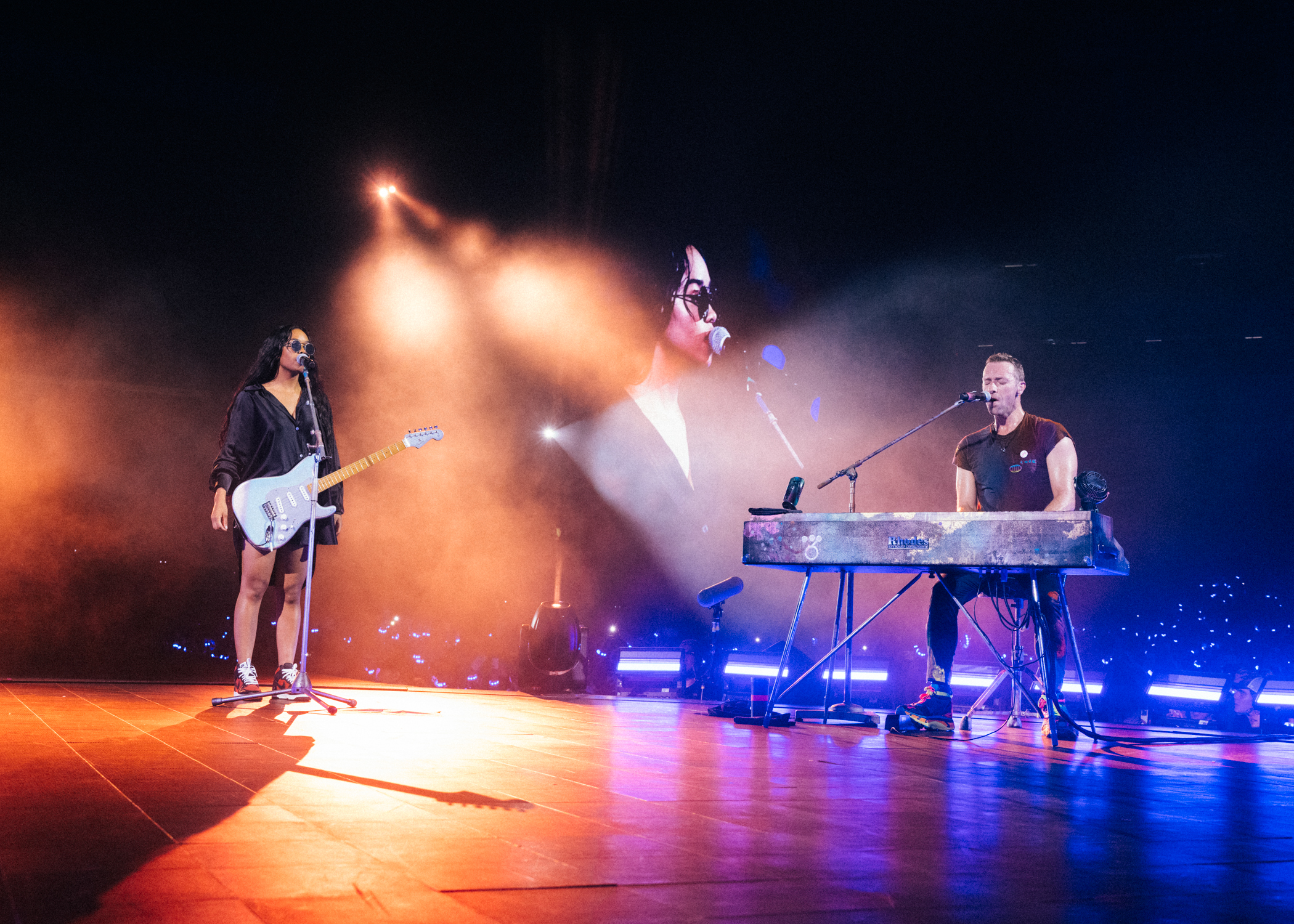
Chris Martin en H.E.R. spelen "Let Somebody Go" in het Raymond James Stadium, Tampa

De Amerikaanse zangeres H.E.R speelde het vaakst het voorprogramma van de band en opende voor hen tijdens elke show in 2022. H.E.R. was niet de enige pre-act. Ze werd onder andere bijgestaan door Bea Miller (in East Rutherford) en Lizzy McAlpine (Philadelphia). Voor de tweede etappe op het continent werd ze echter bij alle optredens vergezeld door 070 Shake en Gonz. 
H.E.R zong ook op veel Europese shows. Ze werd afgewisseld met London Grammar. Ook zong de Belgische zangeres Lous en de Yakuza in Saint-Denis en Brussel tijdens 6 shows. Griff trad op in Portugal, Zwitserland, Denemarken, Zweden en Nederland. In 2022 speelde Camila Cabello ook 8 shows tijdens de Latijns-Amerikaanse tournee. 
Voor de rest van de shows deed Coldplay beroep op verschillende lokale artiesten. Zo was voor de shows in Amsterdam Zoë Tauran het voorprogramma.

## Commerciële prestaties
Tijdens Coldplay's Music of the Spheres World Tour zijn diverse records gebroken. In Costa Rica werden ze de eerste act die twee uitverkochte shows op een enkele tour gaf en behaalden ze de hoogste bezoekersaantallen voor een mannelijke artiest met 86.199 bezoekers. In Mexico vestigden ze records door als eerste act twee uitverkochte shows achter elkaar te geven in zowel het Estadio BBVA als Estadio Akron, met respectievelijk 112.262 en 90.153 bezoekers. Ook gaven ze vier shows in Foro Sol, wat een record was voor de 21e eeuw, en hadden ze daar de hoogste bezoekersaantallen voor een Engelstalige act met 259.591 bezoekers.
In Europa brak Coldplay eveneens records. In Duitsland waren ze de eerste act die drie shows gaf tijdens één tour, met een bezoekersaantal van 216.535 in het Olympiastadion. In Frankrijk verkochten ze meer dan 200.000 tickets in een ochtend, gaven ze vier shows en behaalden ze een bezoekersaantal van 318.331 in het Stade de France. In België vestigden ze het record voor de snelste kaartverkoop met meer dan 150.000 eenheden in een ochtend en haalden ze 224.719 bezoekers in het Koning Boudewijnstadion.
In Engeland evenaarden ze het record voor de langste residentie voor een rockact in het Wembley Stadium. In Zuid-Amerika braken ze het record voor de snelste ticketverkoop voor een headliner bij Rock in Rio in Brazilië en in Peru waren ze de eerste Engelstalige act die twee uitverkochte shows achter elkaar gaf, met een bezoekersaantal van 85.845 in het Nationaal stadion van Peru.

## Setlist
Deze setlist is afkomstig van het concert van 3 juli 2022 in Frankfurt, Duitsland. Geregeld werden er extra nummers toegevoegd, of vervangen door andere nummers.
Act I – Planets
1. "Flying" (from E.T. the Extra-Terrestrial)
2. "Music of the Spheres" (intro)
3. "Higher Power"
4. "Adventure of a Lifetime"
5. "Paradise"
6. "Charlie Brown"
7. "The Scientist" (met elementen van "Oceans")

Act II – Moons
1. "Viva la vida"
2. "Hymn for the Weekend"
3. "Let Somebody Go"
4. "Politik"
5. "In My Place"
6. "Yellow"
7. "Sunrise"

Act III – Stars
1. "Human Heart"
2. "People of the Pride"
3. "Clocks"
4. "Infinity Sign" (met elementen van de hit "Every Teardrop Is a Waterfall")
5. "Something Just Like This"
6. "Midnight"
7. "My Universe"
8. "A Sky Full of Stars"

Act IV – Home
1. "Sparks"
2. "Magic"
3. "Humankind"
4. "Fix You"
5. "Biutyful"
6. "A Wave"

## Tour dates
| Datum (2022) | Stad            | Land                   | Arena                          | Opening acts                        | Opkomst           |
| ------------ | --------------- | ---------------------- | ------------------------------ | ----------------------------------- | ----------------- |
| 18 maart     | San José        | Costa Rica             | Estadio Nacional de Costa Rica | H.E.R. MishCatt                     | 86,199 / 86,199   |
| 19 maart     | San José        | Costa Rica             | Estadio Nacional de Costa Rica | H.E.R. MishCatt                     | 86,199 / 86,199   |
| 22 maart     | Santo Domingo   | Dominicaanse Republiek | Estadio Olímpico Félix Sánchez | H.E.R. La Marimba                   | 30,524 / 30,524   |
| 25 maart     | Monterrey       | Mexico                 | Estadio BBVA                   | Carla Morrison DannyLux             | 112,262 / 112,262 |
| 26 maart     | Monterrey       | Mexico                 | Estadio BBVA                   | Carla Morrison DannyLux             | 112,262 / 112,262 |
| 29 maart     | Zapopan         | Mexico                 | Estadio Akron                  | Carla Morrison DannyLux             | 90,153 / 90,153   |
| 30 maart     | Zapopan         | Mexico                 | Estadio Akron                  | Carla Morrison DannyLux             | 90,153 / 90,153   |
| 3 april      | Mexico City     | Mexico                 | Foro Sol                       | Carla Morrison DannyLux             | 259,591 / 259,591 |
| 4 april      | Mexico City     | Mexico                 | Foro Sol                       | Carla Morrison DannyLux             | 259,591 / 259,591 |
| 6 april      | Mexico City     | Mexico                 | Foro Sol                       | Carla Morrison DannyLux             | 259,591 / 259,591 |
| 7 april      | Mexico City     | Mexico                 | Foro Sol                       | Carla Morrison DannyLux             | 259,591 / 259,591 |
| 6 mei        | Dallas          | Verenigde Staten       | Cotton Bowl                    | H.E.R. Leila Pari                   | 58,669 / 58,669   |
| 8 mei        | Houston         | Verenigde Staten       | NRG Stadium                    | H.E.R. Alaina Castillo              | 46,959 / 46,959   |
| 12 mei       | Glendale        | Verenigde Staten       | State Farm Stadium             | H.E.R. Kacy Hill                    | 42,849 / 42,849   |
| 15 mei       | Santa Clara     | Verenigde Staten       | Levi's Stadium                 | H.E.R. Bobby Gonz                   | 50,791 / 50,791   |
| 28 mei       | Chicago         | Verenigde Staten       | Soldier Field                  | H.E.R. Drama                        | 107,072 / 107,072 |
| 29 mei       | Chicago         | Verenigde Staten       | Soldier Field                  | H.E.R. Drama                        | 107,072 / 107,072 |
| 1 juni       | Washington D.C. | Verenigde Staten       | FedExField                     | H.E.R. Shaed                        | 47,133 / 47,133   |
| 4 juni       | East Rutherford | Verenigde Staten       | MetLife Stadium                | H.E.R. Bea Miller                   | 117,240 / 117,240 |
| 5 juni       | East Rutherford | Verenigde Staten       | MetLife Stadium                | H.E.R. Bea Miller                   | 117,240 / 117,240 |
| 8 juni       | Philadelphia    | Verenigde Staten       | Lincoln Financial Field        | H.E.R. Lizzy McAlpine               | 57,415 / 57,415   |
| 11 juni      | Atlanta         | Verenigde Staten       | Mercedes-Benz Stadium          | H.E.R. Mariah the Scientist         | 54,059 / 54,059   |
| 14 juni      | Tampa           | Verenigde Staten       | Raymond James Stadium          | H.E.R. Gigi                         | 55,980 / 55,980   |
| 2 juli       | Frankfurt       | Duitsland              | Deutsche Bank Park             | H.E.R. Alli Neumann                 | 138,282 / 138,282 |
| 3 juli       | Frankfurt       | Duitsland              | Deutsche Bank Park             | H.E.R. Alli Neumann                 | 138,282 / 138,282 |
| 5 juli       | Frankfurt       | Duitsland              | Deutsche Bank Park             | London Grammar Alli Neumann         | 138,282 / 138,282 |
| 8 juli       | Warschau        | Polen                  | PGE Narodowy                   | H.E.R. Mery Spolsky                 | 57,574 / 57,574   |
| 10 juli      | Berlijn         | Duitsland              | Olympiastadion                 | London Grammar Alli Neumann         | 216,535 / 216,535 |
| 12 juli      | Berlijn         | Duitsland              | Olympiastadion                 | H.E.R. Alli Neumann                 | 216,535 / 216,535 |
| 13 juli      | Berlijn         | Duitsland              | Olympiastadion                 | H.E.R. Alli Neumann                 | 216,535 / 216,535 |
| 16 juli      | Parijs          | Frankrijk              | Stade de France                | H.E.R. Gaumar                       | 318,331 / 318,331 |
| 17 juli      | Parijs          | Frankrijk              | Stade de France                | H.E.R. Gaumar                       | 318,331 / 318,331 |
| 19 juli      | Parijs          | Frankrijk              | Stade de France                | London Grammar Lous and the Yakuza  | 318,331 / 318,331 |
| 20 juli      | Parijs          | Frankrijk              | Stade de France                | London Grammar Lous and the Yakuza  | 318,331 / 318,331 |
| 5 augustus   | Brussel         | België                 | Koning Boudewijnstadion        | H.E.R. Lous and the Yakuza          | 224,719 / 224,719 |
| 6 augustus   | Brussel         | België                 | Koning Boudewijnstadion        | H.E.R. Lous and the Yakuza          | 224,719 / 224,719 |
| 8 augustus   | Brussel         | België                 | Koning Boudewijnstadion        | London Grammar Lous and the Yakuza  | 224,719 / 224,719 |
| 9 augustus   | Brussel         | België                 | Koning Boudewijnstadion        | London Grammar Lous and the Yakuza  | 224,719 / 224,719 |
| 12 augustus  | Londen          | Verenigd Koninkrijk    | Wembley Stadium                | H.E.R. Griff                        | 464,839 / 464,839 |
| 13 augustus  | Londen          | Verenigd Koninkrijk    | Wembley Stadium                | H.E.R. Griff                        | 464,839 / 464,839 |
| 16 augustus  | Londen          | Verenigd Koninkrijk    | Wembley Stadium                | London Grammar Ibibio Sound Machine | 464,839 / 464,839 |
| 17 augustus  | Londen          | Verenigd Koninkrijk    | Wembley Stadium                | H.E.R. Ibibio Sound Machine         | 464,839 / 464,839 |
| 20 augustus  | Londen          | Verenigd Koninkrijk    | Wembley Stadium                | London Grammar Laura Mvula          | 464,839 / 464,839 |
| 21 augustus  | Londen          | Verenigd Koninkrijk    | Wembley Stadium                | London Grammar Laura Mvula          | 464,839 / 464,839 |
| 23 augustus  | Londen          | Glasgow                | Hampden Park                   | H.E.R. Nina Nesbitt                 | 106,209 / 106,209 |
| 24 augustus  | Londen          | Glasgow                | Hampden Park                   | London Grammar Nina Nesbitt         | 106,209 / 106,209 |
| 10 september | Rio de Janeiro  | Brazilië               | Rock in Rio                    |                                     |                   |
| 13 september | Lima            | Peru                   | Estadio Nacional del Perú      | Camila Cabello Andrea Martinez      | 85,845 / 85,845   |
| 14 september | Lima            | Peru                   | Estadio Nacional del Perú      | Camila Cabello Andrea Martinez      | 85,845 / 85,845   |
| 16 september | Bogotá          | Colombia               | Estadio El Campín              | Camila Cabello Mabiland             | 88,314 / 88,314   |
| 17 september | Bogotá          | Colombia               | Estadio El Campín              | Camila Cabello Mabiland             | 88,314 / 88,314   |
| 20 september | Santiago        | Chili                  | Estadio Nacional de Chile      | Camila Cabello Princesa Alba        | 256,916 / 256,916 |
| 21 september | Santiago        | Chili                  | Estadio Nacional de Chile      | Camila Cabello Princesa Alba        | 256,916 / 256,916 |
| 23 september | Santiago        | Chili                  | Estadio Nacional de Chile      | Camila Cabello Princesa Alba        | 256,916 / 256,916 |
| 24 september | Santiago        | Chili                  | Estadio Nacional de Chile      | Camila Cabello Princesa Alba        | 256,916 / 256,916 |
| 25 oktober   | Buenos Aires    | Argentinië             | Estadio River Plate            | H.E.R. Zoe Gotusso                  | 626,841 / 626,841 |
| 26 oktober   | Buenos Aires    | Argentinië             | Estadio River Plate            | H.E.R. Zoe Gotusso                  | 626,841 / 626,841 |
| 28 oktober   | Buenos Aires    | Argentinië             | Estadio River Plate            | H.E.R. Zoe Gotusso                  | 626,841 / 626,841 |
| 29 oktober   | Buenos Aires    | Argentinië             | Estadio River Plate            | H.E.R. Zoe Gotusso                  | 626,841 / 626,841 |
| 1 november   | Buenos Aires    | Argentinië             | Estadio River Plate            | H.E.R. Zoe Gotusso                  | 626,841 / 626,841 |
| 2 november   | Buenos Aires    | Argentinië             | Estadio River Plate            | H.E.R. Clara Cava                   | 626,841 / 626,841 |
| 4 november   | Buenos Aires    | Argentinië             | Estadio River Plate            | H.E.R. Zoe Gotusso                  | 626,841 / 626,841 |
| 5 november   | Buenos Aires    | Argentinië             | Estadio River Plate            | H.E.R. Zoe Gotusso                  | 626,841 / 626,841 |
| 7 november   | Buenos Aires    | Argentinië             | Estadio River Plate            | H.E.R. Zoe Gotusso                  | 626,841 / 626,841 |
| 8 november   | Buenos Aires    | Argentinië             | Estadio River Plate            | H.E.R. Zoe Gotusso                  | 626,841 / 626,841 |

| Datum (2023) | Stad           | Land                | Venue                          | Opening acts                        | Opkomst           |
| ------------ | -------------- | ------------------- | ------------------------------ | ----------------------------------- | ----------------- |
| 10 maart     | São Paulo      | Brazilië            | Estádio do Morumbi             | Chvrches Elana Dara                 | 439,651 / 439,651 |
| 11 maart     | São Paulo      | Brazilië            | Estádio do Morumbi             | Chvrches Elana Dara                 | 439,651 / 439,651 |
| 13 maart     | São Paulo      | Brazilië            | Estádio do Morumbi             | Chvrches Elana Dara                 | 439,651 / 439,651 |
| 14 maart     | São Paulo      | Brazilië            | Estádio do Morumbi             | Chvrches Elana Dara                 | 439,651 / 439,651 |
| 17 maart     | São Paulo      | Brazilië            | Estádio do Morumbi             | Chvrches Elana Dara                 | 439,651 / 439,651 |
| 18 maart     | São Paulo      | Brazilië            | Estádio do Morumbi             | Chvrches Elana Dara                 | 439,651 / 439,651 |
| 21 maart     | Curitiba       | Brazilië            | Estádio Couto Pereira          | Chvrches Clara x Sofia              | 85,776 / 85,776   |
| 22 maart     | Curitiba       | Brazilië            | Estádio Couto Pereira          | Chvrches Clara x Sofia              | 85,776 / 85,776   |
| 25 maart     | Rio de Janeiro | Brazilië            | Estádio Olímpico Nilton Santos | Chvrches Clara x Sofia              | 211,012 / 211,012 |
| 26 maart     | Rio de Janeiro | Brazilië            | Estádio Olímpico Nilton Santos | Chvrches Clara x Sofia              | 211,012 / 211,012 |
| 28 maart     | Rio de Janeiro | Brazilië            | Estádio Olímpico Nilton Santos | Chvrches Clara x Sofia              | 211,012 / 211,012 |
| 17 mei       | Coimbra        | Portugal            | Estádio Cidade de Coimbra      | Griff Bárbara Bandeira              | 208,284 / 208,284 |
| 18 mei       | Coimbra        | Portugal            | Estádio Cidade de Coimbra      | Griff Bárbara Bandeira              | 208,284 / 208,284 |
| 20 mei       | Coimbra        | Portugal            | Estádio Cidade de Coimbra      | Griff Bárbara Bandeira              | 208,284 / 208,284 |
| 21 mei       | Coimbra        | Portugal            | Estádio Cidade de Coimbra      | Griff Bárbara Bandeira              | 208,284 / 208,284 |
| 24 mei       | Barcelona      | Spanje              | Estadi Olímpic Lluís Companys  | Chvrches Hinds                      | 224,761 / 224,761 |
| 25 mei       | Barcelona      | Spanje              | Estadi Olímpic Lluís Companys  | Chvrches Hinds                      | 224,761 / 224,761 |
| 27 mei       | Barcelona      | Spanje              | Estadi Olímpic Lluís Companys  | Chvrches Ona Mafalda                | 224,761 / 224,761 |
| 28 mei       | Barcelona      | Spanje              | Estadi Olímpic Lluís Companys  | Chvrches Ona Mafalda                | 224,761 / 224,761 |
| 31 mei       | Manchester     | Verenigd Koninkrijk | Etihad Stadium                 | Chvrches Porij                      | 195,874 / 195,874 |
| 1 juni       | Manchester     | Verenigd Koninkrijk | Etihad Stadium                 | Chvrches Porij                      | 195,874 / 195,874 |
| 3 juni       | Manchester     | Verenigd Koninkrijk | Etihad Stadium                 | Chvrches Porij                      | 195,874 / 195,874 |
| 4 juni       | Manchester     | Verenigd Koninkrijk | Etihad Stadium                 | Chvrches Porij                      | 195,874 / 195,874 |
| 6 juni       | Cardiff        | Verenigd Koninkrijk | Principality Stadium           | Chvrches Hana Lili                  | 119,280 / 119,280 |
| 7 juni       | Cardiff        | Verenigd Koninkrijk | Principality Stadium           | Chvrches Hana Lili                  | 119,280 / 119,280 |
| 21 juni      | Napels         | Italië              | Stadio Diego Armando Maradona  | Chvrches Laila al Habash            | 93,341 / 93,341   |
| 22 juni      | Napels         | Italië              | Stadio Diego Armando Maradona  | Chvrches Laila al Habash            | 93,341 / 93,341   |
| 25 juni      | Milaan         | Italië              | San Siro                       | Chvrches Mara Sattei                | 249,560 / 249,560 |
| 26 juni      | Milaan         | Italië              | San Siro                       | Chvrches Mara Sattei                | 249,560 / 249,560 |
| 28 juni      | Milaan         | Italië              | San Siro                       | Chvrches Mara Sattei                | 249,560 / 249,560 |
| 29 juni      | Milaan         | Italië              | San Siro                       | Chvrches Mara Sattei                | 249,560 / 249,560 |
| 1 juli       | Zürich         | Zwitserland         | Letzigrund                     | Griff Caroline Alves                | 95,055 / 95,055   |
| 2 juli       | Zürich         | Zwitserland         | Letzigrund                     | Griff Caroline Alves                | 95,055 / 95,055   |
| 5 juli       | Kopenhagen     | Denemarken          | Parken Stadium                 | Griff Oh Land                       | 98,646 / 98,646   |
| 6 juli       | Kopenhagen     | Denemarken          | Parken Stadium                 | Griff Oh Land                       | 98,646 / 98,646   |
| 8 juli       | Göteborg       | Zweden              | Ullevi                         | Griff Luciia                        | 267,180 / 267,180 |
| 9 juli       | Göteborg       | Zweden              | Ullevi                         | Griff Luciia                        | 267,180 / 267,180 |
| 11 juli      | Göteborg       | Zweden              | Ullevi                         | Griff Luciia                        | 267,180 / 267,180 |
| 12 juli      | Göteborg       | Zweden              | Ullevi                         | Griff Luciia                        | 267,180 / 267,180 |
| 15 juli      | Amsterdam      | Nederland           | Johan Cruijff Arena            | Griff Zoë Tauran                    | 217,609 / 217,609 |
| 16 juli      | Amsterdam      | Nederland           | Johan Cruijff Arena            | Griff Zoë Tauran                    | 217,609 / 217,609 |
| 18 juli      | Amsterdam      | Nederland           | Johan Cruijff Arena            | Griff Zoë Tauran                    | 217,609 / 217,609 |
| 19 juli      | Amsterdam      | Nederland           | Johan Cruijff Arena            | Griff Zoë Tauran                    | 217,609 / 217,609 |
| 20 september | Seattle        | Verenigde Staten    | Lumen Field                    | H.E.R. 070 Shake Bobby Gonz         | 60,342 / 60,342   |
| 22 september | Vancouver      | Canada              | BC Place Stadium               | H.E.R. 070 Shake Bobby Gonz         | 89,645 / 89,645   |
| 23 september | Vancouver      | Canada              | BC Place Stadium               | H.E.R. 070 Shake Bobby Gonz         | 89,645 / 89,645   |
| 27 september | San Diego      | Verenigde Staten    | Snapdragon Stadium             | H.E.R. 070 Shake Bobby Gonz         | 64,130 / 64,130   |
| 28 september | San Diego      | Verenigde Staten    | Snapdragon Stadium             | H.E.R. 070 Shake Bobby Gonz         | 64,130 / 64,130   |
| 30 september | Pasadena       | Verenigde Staten    | Rose Bowl                      | H.E.R. 070 Shake Bobby Gonz         | 136,043 / 136,043 |
| 1 oktober    | Pasadena       | Verenigde Staten    | Rose Bowl                      | H.E.R. 070 Shake Bobby Gonz         | 136,043 / 136,043 |
| 6 november   | Tokio          | Japan               | Tokyo Dome                     | Yoasobi                             | 97,267 / 97,267   |
| 7 november   | Tokio          | Japan               | Tokyo Dome                     | Yoasobi                             | 97,267 / 97,267   |
| 11 november  | Kaohsiung      | Taiwan              | Kaohsiung National Stadium     | Accusefive                          | 102,949 / 102,949 |
| 12 november  | Kaohsiung      | Taiwan              | Kaohsiung National Stadium     | Accusefive                          | 102,949 / 102,949 |
| 15 november  | Jakarta        | Indonesië           | Gelora Bung Karno Stadium      | Rahmania Astrini                    | 78,541 / 78,541   |
| 18 november  | Perth          | Australië           | Optus Stadium                  | Amy Shark Thelma Plum Adrian Dzvuke | 124,883 / 124,883 |
| 19 november  | Perth          | Australië           | Optus Stadium                  | Tash Sultana Thelma Plum King Ibis  | 124,883 / 124,883 |
| 22 november  | Kuala Lumpur   | Maleisië            | Bukit Jalil National Stadium   | Bunga                               | 81,812 / 81,812   |

| Datum (2024) | Stad       | Land                | Venue                       | Opening acts                    | Opkomst           |
| ------------ | ---------- | ------------------- | --------------------------- | ------------------------------- | ----------------- |
| 19 januari   | Manila     | Filipijnen          | Philippine Arena            | Jikamarie                       | 96.000            |
| 20 januari   | Manila     | Filipijnen          | Philippine Arena            | Jikamarie                       | 96.000            |
| 23 januari   | Singapore  | Singapore           | Singapore Nationaal Stadion | Jasmine Sokko Jinan Laetitia    | 321,113 / 321,113 |
| 24 januari   | Singapore  | Singapore           | Singapore Nationaal Stadion | Jasmine Sokko Jinan Laetitia    | 321,113 / 321,113 |
| 26 januari   | Singapore  | Singapore           | Singapore Nationaal Stadion | Jasmine Sokko Jinan Laetitia    | 321,113 / 321,113 |
| 27 januari   | Singapore  | Singapore           | Singapore Nationaal Stadion | Rriley Jinan Laetitia           | 321,113 / 321,113 |
| 30 januari   | Singapore  | Singapore           | Singapore Nationaal Stadion | Rriley Jinan Laetitia           | 321,113 / 321,113 |
| 31 januari   | Singapore  | Singapore           | Singapore Nationaal Stadion | Rriley Jinan Laetitia           | 321,113 / 321,113 |
| 3 februari   | Bangkok    | Thailand            | Rajamangala Stadium         | Valentina Ploy                  | 106,027 / 106,027 |
| 4 februari   | Bangkok    | Thailand            | Rajamangala Stadium         | Valentina Ploy                  | 106,027 / 106,027 |
| 8 juni       | Athene     | Griekenland         | Olympisch Stadion           | Maisie Peters Antonia Kaouri    | 139,459 / 139,459 |
| 9 juni       | Athene     | Griekenland         | Olympisch Stadion           | Maisie Peters Antonia Kaouri    | 139,459 / 139,459 |
| 12 juni      | Boekarest  | Roemenië            | Arena Națională             | Maisie Peters Emaa              | 105,420 / 105,420 |
| 13 juni      | Boekarest  | Roemenië            | Arena Națională             | Maisie Peters Emaa              | 105,420 / 105,420 |
| 16 juni      | Boedapest  | Hongarije           | Puskás Aréna                | Maisie Peters Solére            | 166,771 / 166,771 |
| 18 juni      | Boedapest  | Hongarije           | Puskás Aréna                | Maisie Peters Solére            | 166,771 / 166,771 |
| 19 juni      | Boedapest  | Hongarije           | Puskás Aréna                | Maisie Peters Solére            | 166,771 / 166,771 |
| 22 juni      | Lyon       | Frankrijk           | Groupama Stadium            | Janelle Monáe Ronisia           | 164,641 / 164,641 |
| 23 juni      | Lyon       | Frankrijk           | Groupama Stadium            | Janelle Monáe Ronisia           | 164,641 / 164,641 |
| 25 juni      | Lyon       | Frankrijk           | Groupama Stadium            | Janelle Monáe Ronisia           | 164,641 / 164,641 |
| 29 juni      | Somerset   | Verenigd Koninkrijk | Glastonbury Festival        |                                 |                   |
| 12 juli      | Rome       | Italië              | Stadio Olimpico             | Janelle Monáe Rose Villain      | 251,771 / 251,771 |
| 13 juli      | Rome       | Italië              | Stadio Olimpico             | Janelle Monáe Rose Villain      | 251,771 / 251,771 |
| 15 juli      | Rome       | Italië              | Stadio Olimpico             | Janelle Monáe Rose Villain      | 251,771 / 251,771 |
| 16 juli      | Rome       | Italië              | Stadio Olimpico             | Janelle Monáe Rose Villain      | 251,771 / 251,771 |
| 20 juli      | Düsseldorf | Duitsland           | Merkur Spiel-Arena          | Janelle Monáe Zoe Wees          | 145,402 / 145,402 |
| 21 juli      | Düsseldorf | Duitsland           | Merkur Spiel-Arena          | Janelle Monáe Zoe Wees          | 145,402 / 145,402 |
| 23 juli      | Düsseldorf | Duitsland           | Merkur Spiel-Arena          | Janelle Monáe Zoe Wees          | 145,402 / 145,402 |
| 27 juli      | Helsinki   | Finland             | Olympisch Stadion Helsinki  | Maisie Peters Alma              | 178,033 / 178,033 |
| 28 juli      | Helsinki   | Finland             | Olympisch Stadion Helsinki  | Maisie Peters Alma              | 178,033 / 178,033 |
| 30 juli      | Helsinki   | Finland             | Olympisch Stadion Helsinki  | Maisie Peters Alma              | 178,033 / 178,033 |
| 31 juli      | Helsinki   | Finland             | Olympisch Stadion Helsinki  | Maisie Peters Alma              | 178,033 / 178,033 |
| 15 augustus  | München    | Duitsland           | Olympiastadion              | Maggie Rogers Wilhelmine        | 210,192 / 210,192 |
| 17 augustus  | München    | Duitsland           | Olympiastadion              | Maggie Rogers Wilhelmine        | 210,192 / 210,192 |
| 18 augustus  | München    | Duitsland           | Olympiastadion              | Maggie Rogers Wilhelmine        | 210,192 / 210,192 |
| 21 augustus  | Wenen      | Oostenrijk          | Ernst-Happel-Stadion        | Maggie Rogers Oska              | 251,399 / 251,399 |
| 22 augustus  | Wenen      | Oostenrijk          | Ernst-Happel-Stadion        | Maggie Rogers Oska              | 251,399 / 251,399 |
| 24 augustus  | Wenen      | Oostenrijk          | Ernst-Happel-Stadion        | Maggie Rogers Oska              | 251,399 / 251,399 |
| 25 augustus  | Wenen      | Oostenrijk          | Ernst-Happel-Stadion        | Maggie Rogers Oska              | 251,399 / 251,399 |
| 29 augustus  | Dublin     | Ierland             | Croke Park                  | Maggie Rogers Aby Coulibaly     | 329,200 / 329,200 |
| 30 augustus  | Dublin     | Ierland             | Croke Park                  | Maggie Rogers Aby Coulibaly     | 329,200 / 329,200 |
| 1 september  | Dublin     | Ierland             | Croke Park                  | Maggie Rogers Aby Coulibaly     | 329,200 / 329,200 |
| 2 september  | Dublin     | Ierland             | Croke Park                  | Maggie Rogers Aby Coulibaly     | 329,200 / 329,200 |
| 30 oktober   | Melbourne  | Australië           | Marvel Stadium              | Ayra Starr Emmanuel Kelly Shone | —                 |
| 31 oktober   | Melbourne  | Australië           | Marvel Stadium              | Ayra Starr Emmanuel Kelly Shone | —                 |
| 2 november   | Melbourne  | Australië           | Marvel Stadium              | Ayra Starr Emmanuel Kelly Shone | —                 |
| 3 november   | Melbourne  | Australië           | Marvel Stadium              | Ayra Starr Emmanuel Kelly Shone | —                 |
| 6 november   | Sydney     | Australië           | Accor Stadium               | Ayra Starr Emmanuel Kelly Shone | —                 |
| 7 november   | Sydney     | Australië           | Accor Stadium               | Ayra Starr Emmanuel Kelly Shone | —                 |
| 9 november   | Sydney     | Australië           | Accor Stadium               | Ayra Starr Emmanuel Kelly Shone | —                 |
| 10 november  | Sydney     | Australië           | Accor Stadium               | Ayra Starr Emmanuel Kelly Shone | —                 |
| 13 november  | Auckland   | Nieuw-Zeeland       | Eden Park                   | Ayra Starr Emmanuel Kelly Shone | —                 |
| 15 november  | Auckland   | Nieuw-Zeeland       | Eden Park                   | Ayra Starr Emmanuel Kelly Shone | —                 |
| 16 november  | Auckland   | Nieuw-Zeeland       | Eden Park                   | Ayra Starr Emmanuel Kelly Shone | —                 |

| Datum (2025) | Stad               | Land                         | Venue                      | Opening acts | Opkomst |
| ------------ | ------------------ | ---------------------------- | -------------------------- | ------------ | ------- |
| 9 januari    | Abu Dhabi          | Verenigde Arabische Emiraten | Sjeik Zayidstadion         | Elyanna      | —       |
| 11 januari   | Abu Dhabi          | Verenigde Arabische Emiraten | Sjeik Zayidstadion         | Elyanna      | —       |
| 12 januari   | Abu Dhabi          | Verenigde Arabische Emiraten | Sjeik Zayidstadion         | Elyanna      | —       |
| 14 januari   | Abu Dhabi          | Verenigde Arabische Emiraten | Sjeik Zayidstadion         | Elyanna      | —       |
| 18 januari   | Navi Mumbai        | India                        | DY Patil Stadium           | n.n.b.       | —       |
| 19 januari   | Navi Mumbai        | India                        | DY Patil Stadium           | n.n.b.       | —       |
| 21 januari   | Navi Mumbai        | India                        | DY Patil Stadium           | n.n.b.       | —       |
| 25 januari   | Ahmedabad          | India                        | Narendra Modi Stadium      | n.n.b.       | —       |
| 26 januari   | Ahmedabad          | India                        | Narendra Modi Stadium      | n.n.b.       | —       |
| 8 april      | Hong Kong          | Hong Kong                    | Kai Tak Sports Park        | n.n.b.       | —       |
| 9 april      | Hong Kong          | Hong Kong                    | Kai Tak Sports Park        | n.n.b.       | —       |
| 11 april     | Hong Kong          | Hong Kong                    | Kai Tak Sports Park        | n.n.b.       | —       |
| 12 april     | Hong Kong          | Hong Kong                    | Kai Tak Sports Park        | n.n.b.       | —       |
| 16 april     | Goyang             | Zuid-Korea                   | Goyangstadion              | Twice        | —       |
| 18 april     | Goyang             | Zuid-Korea                   | Goyangstadion              | Twice        | —       |
| 19 april     | Goyang             | Zuid-Korea                   | Goyangstadion              | Twice        | —       |
| 22 april     | Goyang             | Zuid-Korea                   | Goyangstadion              | Twice        | —       |
| 24 april     | Goyang             | Zuid-Korea                   | Goyangstadion              | Twice        | —       |
| 25 april     | Goyang             | Zuid-Korea                   | Goyangstadion              | Twice        | —       |
| 31 mei       | Stanford           | Verenigde Staten             | Stanford Stadium           | n.n.b.       | —       |
| 1 juni       | Stanford           | Verenigde Staten             | Stanford Stadium           | n.n.b.       | —       |
| 6 juni       | Paradise           | Verenigde Staten             | Allegiant Stadium          | n.n.b.       | —       |
| 7 juni       | Paradise           | Verenigde Staten             | Allegiant Stadium          | n.n.b.       | —       |
| 10 juni      | Denver             | Verenigde Staten             | Empower Field at Mile High | n.n.b.       | —       |
| 13 juni      | El Paso            | Verenigde Staten             | Sun Bowl                   | n.n.b.       | —       |
| 14 juni      | El Paso            | Verenigde Staten             | Sun Bowl                   | n.n.b.       | —       |
| 7 juli       | Toronto            | Canada                       | Rogers Stadium             | n.n.b.       | —       |
| 8 juli       | Toronto            | Canada                       | Rogers Stadium             | n.n.b.       | —       |
| 11 juli      | Toronto            | Canada                       | Rogers Stadium             | n.n.b.       | —       |
| 12 juli      | Toronto            | Canada                       | Rogers Stadium             | n.n.b.       | —       |
| 15 juli      | Boston             | Verenigde Staten             | Gillette Stadium           | n.n.b.       | —       |
| 16 juli      | Boston             | Verenigde Staten             | Gillette Stadium           | n.n.b.       | —       |
| 19 juli      | Madison            | Verenigde Staten             | Camp Randall Stadium       | n.n.b.       | —       |
| 22 juli      | Nashville          | Verenigde Staten             | Nissan Stadium             | n.n.b.       | —       |
| 26 July      | Miami              | Verenigde Staten             | Hard Rock Stadium          | n.n.b.       | —       |
| 27 juli      | Miami              | Verenigde Staten             | Hard Rock Stadium          | n.n.b.       | —       |
| 18 August    | Kingston upon Hull | Verenigd Koninkrijk          | Craven Park                | n.n.b.       | —       |
| 19 augustus  | Kingston upon Hull | Verenigd Koninkrijk          | Craven Park                | n.n.b.       | —       |
| 22 augustus  | Londen             | Verenigd Koninkrijk          | Wembley Stadion            | n.n.b.       | —       |
| 23 augustus  | Londen             | Verenigd Koninkrijk          | Wembley Stadion            | n.n.b.       | —       |
| 26 augustus  | Londen             | Verenigd Koninkrijk          | Wembley Stadion            | n.n.b.       | —       |
| 27 augustus  | Londen             | Verenigd Koninkrijk          | Wembley Stadion            | n.n.b.       | —       |
| 30 augustus  | Londen             | Verenigd Koninkrijk          | Wembley Stadion            | n.n.b.       | —       |
| 31 augustus  | Londen             | Verenigd Koninkrijk          | Wembley Stadion            | n.n.b.       | —       |
| 3 september  | Londen             | Verenigd Koninkrijk          | Wembley Stadion            | n.n.b.       | —       |
| 4 september  | Londen             | Verenigd Koninkrijk          | Wembley Stadion            | n.n.b.       | —       |
| 7 september  | Londen             | Verenigd Koninkrijk          | Wembley Stadion            | n.n.b.       | —       |
| 8 september  | Londen             | Verenigd Koninkrijk          | Wembley Stadion            | n.n.b.       | —       |